# Edouard Poullet
Pour les articles homonymes, voir Poullet.
Edouard Poullet, né le 1er août 1929 à Bruxelles, est un homme politique social-chrétien belge bruxellois, membre du PSC. Il est le petit-fils de l'homme politique Prosper Poullet. 

## Biographie
Edouard (sans accent initial) Léon Poullet est licencié en droit et sciences économiques (UCL). Il est professeur à l'université catholique de Louvain (Louvain-la-Neuve) et collaborateur de cabinets ministériels dès 1958. Il est secrétaire permanent au recrutement dès 1966.
En 1958, il est attaché de cabinet du secrétaire à la Défense Arthur Gilson, de 1958 à 1961 il est secrétaire particulier d'Albert Coppé, président de la Haute Autorité du charbon et de l' acier, et de 1961 à 1965 il est secrétaire particulier du ministre de l'Intérieur Arthur Gilson. De 1965 à 1979, il a été secrétaire permanent de l'Office fédéral de recrutement de la fonction publique et de 1975 à 1982, il a été président de la Commission nationale pour la planification des services hospitaliers.
Il fut victime d'un entartage.

## Fonctions politiques
- sénateur élu de Bruxelles (1978-)
- ministre des Affaires sociales, de la Formation et du Tourisme dans l'Exécutif Monfils de la CF (1985-1988).
- Membre du Parlement de la Région de Bruxelles-Capitale de 1989 à 1995
  - président du parlement

## Généalogie
- Petit-fils de Prosper Poullet (1868-1937) ;
- Fils de Yves (°1897) et Yvonne Belpaire (1900-1971) ;
- Épouse en 1961 Nadine Robyns de Schneidauer (1935-2011) [3];
  - Ils eurent trois enfants : Florence, Alexandre et Éléonore.